# Torneo Argentino A 2001-02
El Torneo Argentino A 2001-02 fue la séptima edición de este torneo, correspondiente a la tercera división del fútbol argentino. Se desarrolló, entre el 11 de noviembre de 2001, con el inicio de la Primera Fase, y el 23 de junio de 2002, con la disputa del partido de vuelta por la promoción Argentino A-Argentino B entre Gimnasia y Tiro de Salta y Atlético San Cristóbal
En ella participaron, tras el retiro de Cultural Argentino de La Pampa por motivos económicos, diecinueve equipos, provenientes de 13 provincias, divididos en dos zonas de diez equipos cada una.

## Modo de disputa
En la primera fase se agruparon los 19 equipos que quedaron tras el retiro de Argentino de La Pampa en dos zonas de 9 y 10 equipos cada una, dependiendo su ubicación geográfica, cada equipo jugaba dos veces contra los demás, una de local y otra de visitante.
Al cabo de los primeros 18 partidos, los mejores 3 equipos de cada zona avanzaban a la zona campeonato, que le otorgaría la posibilidad al ganador de la Fase Final de ascender a la Primera B Nacional.
Por otra parte, cada equipo ubicado en las últimas 2 colocaciones de las zonas de la Primera Fase, descenderían directamente al Torneo Argentino B, mientras que los equipos ubicados en la 7ª y 8ª colocación de esa Primera Fase, disputarían un cuadrangular en formato de play-off para dirimir quienes enfrentaban a equipos del Torneo Argentino B por las reválidas.
En la zona campeonato, los equipos se agruparon en una zona única de 6 equipos, donde el ganador de la misma obtenía el ascenso a la Primera B Nacional.

## Equipos participantes

### Distribución geográfica
| Región                    | Equipos |
| ------------------------- | ------- |
| Provincia de Buenos Aires | 2       |
| Provincia del Chubut      | 1       |
| Provincia de Córdoba      | 2       |
| Provincia de Corrientes   | 1       |
| Provincia de Entre Ríos   | 1       |
| Provincia de Formosa      | 1       |
| Provincia de La Pampa     | 1       |
| Provincia de Mendoza      | 2       |
| Provincia de Río Negro    | 1       |
| Provincia de San Juan     | 1       |
| Provincia de San Luis     | 1       |
| Provincia de Santa Fe     | 3       |
| Provincia de Salta        | 1       |
| Provincia de Tucumán      | 2       |
| Total                     | 20      |

### Equipos
| Club                | Localidad             | Provincia    | Liga de origen                        |
| ------------------- | --------------------- | ------------ | ------------------------------------- |
| 13 de Junio         | Pirané                | Formosa      | Liga Piranense de Fútbol              |
| 9 de Julio          | Rafaela               | Santa Fe     | Liga Rafaelina de Fútbol              |
| Aldosivi            | Mar del Plata         | Buenos Aires | Liga Marplatense de Fútbol            |
| Ben Hur             | Rafaela               | Santa Fe     | Liga Rafaelina de Fútbol              |
| CAI                 | Comodoro Rivadavia    | Chubut       | Liga de Fútbol de Comodoro Rivadavia  |
| Cipolletti          | Cipolletti            | Río Negro    | Liga Deportiva Confluencia            |
| Cultural Argentino  | General Pico          | La Pampa     | Liga Pampeana de Fútbol               |
| Douglas Haig        | Pergamino             | Buenos Aires | Liga de fútbol de Pergamino           |
| Estudiantes (RC)    | Río Cuarto            | Córdoba      | Liga Regional de fútbol de Río Cuarto |
| General Paz Juniors | Córdoba               | Córdoba      | Liga Cordobesa de Fútbol              |
| Gimnasia y Tiro (S) | Salta                 | Salta        | Liga Salteña de Fútbol                |
| Huracán Corrientes  | Corrientes            | Corrientes   | Liga Correntina de Fútbol             |
| Huracán (SR)        | San Rafael            | Mendoza      | Liga Sanrafaelina de Fútbol           |
| Juventud Alianza    | Santa Lucía           | San Juan     | Liga Sanjuanina de Fútbol             |
| Juventud Unida (SL) | Ciudad de San Luis    | San Luis     | Liga Sanluiseña de Fútbol             |
| Luján de Cuyo       | Luján de Cuyo         | Mendoza      | Liga Mendocina de Fútbol              |
| Ñuñorco             | Monteros              | Tucumán      | Liga Tucumana de fútbol               |
| Patronato           | Paraná                | Entre Ríos   | Liga Paranaense de Fútbol             |
| San Martín          | San Miguel de Tucumán | Tucumán      | Liga Tucumana de fútbol               |
| Tiro Federal (R)    | Rosario               | Santa Fe     | Asociación Rosarina de Fútbol         |

## Primera fase

### Grupo A
| Equipo              | Pts | PJ | PG | PE | PP | GF | GC | Dif |
| ------------------- | --- | -- | -- | -- | -- | -- | -- | --- |
| CAI                 | 25  | 16 | 6  | 7  | 3  | 32 | 28 | 4   |
| Estudiantes (RC)    | 24  | 16 | 6  | 6  | 4  | 29 | 20 | 9   |
| Juventud Unida (SL) | 24  | 16 | 6  | 6  | 4  | 25 | 18 | 7   |
| Luján de Cuyo       | 24  | 16 | 6  | 6  | 4  | 21 | 18 | 3   |
| Juventud Alianza    | 23  | 16 | 7  | 2  | 7  | 28 | 32 | -4  |
| General Paz Juniors | 22  | 16 | 6  | 4  | 6  | 30 | 26 | 4   |
| Aldosivi            | 22  | 16 | 5  | 7  | 4  | 16 | 13 | 3   |
| Cipolletti          | 16  | 16 | 4  | 4  | 8  | 20 | 27 | -7  |
| Huracán (SR)        | 13  | 16 | 3  | 4  | 9  | 9  | 28 | -19 |
| Cultural Argentino  | -   | -  | -  | -  | -  | -  | -  | -   |

| Clasificado para la próxima fase |
| Jugó por la Permanencia          |
| Descendió al Torneo Argentino B  |

### Resultados
| Fecha 1                      | Fecha 1   | Fecha 1             | Fecha 1         |
| Local                        | Resultado | Visitante           | Fecha           |
| ---------------------------- | --------- | ------------------- | --------------- |
| Estudiantes (Río Cuarto)     | 5 - 1     | CAI                 | 11 de Noviembre |
| Huracán (San Rafael)         | 0 - 0     | Luján de Cuyo       | 11 de Noviembre |
| Juventud Unida Universitario | 2 - 0     | General Paz Juniors | 11 de Noviembre |
| Aldosivi                     | 1 - 0     | Cipolletti          | 11 de Noviembre |
| Libre: Juventud Alianza      |           |                     |                 |

| Fecha 2             | Fecha 2   | Fecha 2                      | Fecha 2         |
| Local               | Resultado | Visitante                    | Fecha           |
| ------------------- | --------- | ---------------------------- | --------------- |
| Aldosivi            | 2 - 0     | Juventud Alianza             | 18 de Noviembre |
| Cipolletti          | 0 - 1     | Juventud Unida Universitario | 18 de Noviembre |
| General Paz Juniors | 5 - 0     | Huracán (San Rafael)         | 18 de Noviembre |
| Luján de Cuyo       | 3 - 1     | Estudiantes (Rio Cuarto)     | 18 de Noviembre |
| Libre: CAI          |           |                              |                 |

| Fecha 3                      | Fecha 3   | Fecha 3             | Fecha 3         |
| Local                        | Resultado | Visitante           | Fecha           |
| ---------------------------- | --------- | ------------------- | --------------- |
| Juventud Alianza             | 2 - 2     | CAI                 | 25 de Noviembre |
| Estudiantes (Río Cuarto)     | 2 - 1     | General Paz Juniors | 25 de Noviembre |
| Huracán (San Rafael)         | 1 - 0     | Cipolletti          | 25 de Noviembre |
| Juventud Unida Universitario | 1 - 1     | Aldosivi            | 25 de Noviembre |
| Libre: Luján de Cuyo         |           |                     |                 |

| Fecha 4                      | Fecha 4   | Fecha 4                  | Fecha 4        |
| Local                        | Resultado | Visitante                | Fecha          |
| ---------------------------- | --------- | ------------------------ | -------------- |
| Juventud Unida Universitario | 1 - 2     | Juventud Alianza         | 2 de Diciembre |
| Aldosivi                     | 2 - 0     | Huracán (San Rafael)     | 2 de Diciembre |
| Cipolletti                   | 2 - 1     | Estudiantes (Río Cuarto) | 2 de Diciembre |
| Luján de Cuyo                | 1 - 1     | CAI                      | 2 de Diciembre |
| Libre: General Paz Juniors   |           |                          |                |

| Fecha 5                  | Fecha 5   | Fecha 5                      | Fecha 5        |
| Local                    | Resultado | Visitante                    | Fecha          |
| ------------------------ | --------- | ---------------------------- | -------------- |
| Juventud Alianza         | 3 - 0     | Luján de Cuyo                | 9 de Diciembre |
| CAI                      | 2 - 0     | General Paz Juniors          | 9 de Diciembre |
| Estudiantes (Río Cuarto) | 0 - 0     | Aldosivi                     | 9 de Diciembre |
| Huracán (San Rafael)     | 0 - 1     | Juventud Unida Universitario | 30 de Enero    |
| Libre: Cipolletti        |           |                              |                |

| Fecha 6                      | Fecha 6   | Fecha 6                  | Fecha 6         |
| Local                        | Resultado | Visitante                | Fecha           |
| ---------------------------- | --------- | ------------------------ | --------------- |
| Huracán (San Rafael)         | 0 - 1     | Juventud Alianza         | 16 de Diciembre |
| Juventud Unida Universitario | 1 - 1     | Estudiantes (Río Cuarto) | 16 de Diciembre |
| Cipolletti                   | 0 - 0     | CAI                      | 16 de Diciembre |
| General Paz Juniors          | 1 - 0     | Luján de Cuyo            | 16 de Diciembre |
| Libre: Aldosivi              |           |                          |                 |

| Fecha 7                             | Fecha 7   | Fecha 7              | Fecha 7    |
| Local                               | Resultado | Visitante            | Fecha      |
| ----------------------------------- | --------- | -------------------- | ---------- |
| Juventud Alianza                    | 2 - 1     | General Paz Juniors  | 6 de Enero |
| Luján de Cuyo                       | 1 - 1     | Cipolletti           | 6 de Enero |
| CAI                                 | 1 - 1     | Aldosivi             | 6 de Enero |
| Estudiantes (Río Cuarto)            | 3 - 0     | Huracán (San Rafael) | 6 de Enero |
| Libre: Juventud Unida Universitario |           |                      |            |

| Fecha 8                      | Fecha 8   | Fecha 8             | Fecha 8     |
| Local                        | Resultado | Visitante           | Fecha       |
| ---------------------------- | --------- | ------------------- | ----------- |
| Estudiantes (Río Cuarto)     | 1 - 0     | Juventud Alianza    | 13 de Enero |
| Juventud Unida Universitario | 4 - 0     | CAI                 | 13 de Enero |
| Aldosivi                     | 0 - 1     | Luján de Cuyo       | 13 de Enero |
| Cipolletti                   | 3 - 3     | General Paz Juniors | 13 de Enero |
| Libre: Huracán (San Rafael)  |           |                     |             |

| Fecha 9                         | Fecha 9   | Fecha 9                      | Fecha 9     |
| Local                           | Resultado | Visitante                    | Fecha       |
| ------------------------------- | --------- | ---------------------------- | ----------- |
| Juventud Alianza                | 1 - 3     | Cipolletti                   | 20 de Enero |
| General Paz Juniors             | 0 - 0     | Aldosivi                     | 20 de Enero |
| Luján de Cuyo                   | 2 - 2     | Juventud Unida Universitario | 20 de Enero |
| CAI                             | 4 - 0     | Huracán (San Rafael)         | 20 de Enero |
| Libre: Estudiantes (Río Cuarto) |           |                              |             |

| Fecha 10                | Fecha 10  | Fecha 10                     | Fecha 10    |
| Local                   | Resultado | Visitante                    | Fecha       |
| ----------------------- | --------- | ---------------------------- | ----------- |
| CAI                     | 2 - 2     | Estudiantes (Río Cuarto)     | 27 de Enero |
| Luján de Cuyo           | 3 - 0     | Huracán (San Rafael)         | 27 de Enero |
| General Paz Juniors     | 3 - 2     | Juventud Unida Universitario | 27 de Enero |
| Cipolletti              | 0 - 2     | Aldosivi                     | 27 de Enero |
| Libre: Juventud Alianza |           |                              |             |

| Fecha 11                     | Fecha 11  | Fecha 11            | Fecha 11     |
| Local                        | Resultado | Visitante           | Fecha        |
| ---------------------------- | --------- | ------------------- | ------------ |
| Juventud Alianza             | 3 - 1     | Aldosivi            | 3 de Febrero |
| Juventud Unida Universitario | 2 - 0     | Cipolletti          | 3 de Febrero |
| Huracán (San Rafael)         | 3 - 0     | General Paz Juniors | 3 de Febrero |
| Estudiantes (Río Cuarto)     | 3 - 0     | Luján de Cuyo       | 3 de Febrero |
| Libre: CAI                   |           |                     |              |

| Fecha 12             | Fecha 12  | Fecha 12                     | Fecha 12      |
| Local                | Resultado | Visitante                    | Fecha         |
| -------------------- | --------- | ---------------------------- | ------------- |
| CAI                  | 5 - 1     | Juventud Alianza             | 10 de Febrero |
| General Paz Juniors  | 4 - 2     | Estudiantes (Río Cuarto)     | 10 de Febrero |
| Cipolletti           | 2 - 0     | Huracán (San Rafael)         | 10 de Febrero |
| Aldosivi             | 2 - 1     | Juventud Unida Universitario | 10 de Febrero |
| Libre: Luján de Cuyo |           |                              |               |

| Fecha 13                   | Fecha 13  | Fecha 13                     | Fecha 13      |
| Local                      | Resultado | Visitante                    | Fecha         |
| -------------------------- | --------- | ---------------------------- | ------------- |
| Juventud Alianza           | 3 - 3     | Juventud Unida Universitario | 17 de Febrero |
| Huracán (San Rafael)       | 1 - 1     | Aldosivi                     | 17 de Febrero |
| Estudiantes (Río Cuarto)   | 3 - 0     | Cipolletti                   | 17 de Febrero |
| CAI                        | 2 - 2     | Luján de Cuyo                | 17 de Febrero |
| Libre: General Paz Juniors |           |                              |               |

| Fecha 14                     | Fecha 14  | Fecha 14                 | Fecha 14      |
| Local                        | Resultado | Visitante                | Fecha         |
| ---------------------------- | --------- | ------------------------ | ------------- |
| Luján de Cuyo                | 4 - 1     | Juventud Alianza         | 24 de Febrero |
| General Paz Juniors          | 2 - 2     | CAI                      | 24 de Febrero |
| Aldosivi                     | 0 - 0     | Estudiantes (Río Cuarto) | 24 de Febrero |
| Juventud Unida Universitario | 0 - 0     | Huracán (San Rafael)     | 24 de Febrero |
| Libre: Cipolletti            |           |                          |               |

| Fecha 15                 | Fecha 15  | Fecha 15                     | Fecha 15   |
| Local                    | Resultado | Visitante                    | Fecha      |
| ------------------------ | --------- | ---------------------------- | ---------- |
| Juventud Alianza         | 3 - 0     | Huracán (San Rafael)         | 3 de Marzo |
| Estudiantes (Río Cuarto) | 1 - 1     | Juventud Unida Universitario | 3 de Marzo |
| CAI                      | 4 - 3     | Cipolletti                   | 3 de Marzo |
| Luján de Cuyo            | 2 - 1     | General Paz Juniors          | 3 de Marzo |
| Libre: Aldosivi          |           |                              |            |

| Fecha 16                            | Fecha 16  | Fecha 16                 | Fecha 16    |
| Local                               | Resultado | Visitante                | Fecha       |
| ----------------------------------- | --------- | ------------------------ | ----------- |
| General Paz Juniors                 | 3 - 1     | Juventud Alianza         | 10 de Marzo |
| Cipolletti                          | 1 - 1     | Luján de Cuyo            | 10 de Marzo |
| Aldosivi                            | 1 - 2     | CAI                      | 10 de Marzo |
| Huracán (San Rafael)                | 2 - 2     | Estudiantes (Río Cuarto) | 10 de Marzo |
| Libre: Juventud Unida Universitario |           |                          |             |

| Fecha 17                    | Fecha 17  | Fecha 17                     | Fecha 17    |
| Local                       | Resultado | Visitante                    | Fecha       |
| --------------------------- | --------- | ---------------------------- | ----------- |
| Juventud Alianza            | 3 - 2     | Estudiantes (Río Cuarto)     | 17 de Marzo |
| CAI                         | 3 - 2     | Juventud Unida Universitario | 17 de Marzo |
| Luján de Cuyo               | 1 - 0     | Aldosivi                     | 17 de Marzo |
| General Paz Juniors         | 4 - 1     | Cipolletti                   | 17 de Marzo |
| Libre: Huracán (San Rafael) |           |                              |             |

| Fecha 18                        | Fecha 18  | Fecha 18            | Fecha 18    |
| Local                           | Resultado | Visitante           | Fecha       |
| ------------------------------- | --------- | ------------------- | ----------- |
| Cipolletti                      | 4 - 2     | Juventud Alianza    | 24 de Marzo |
| Aldosivi                        | 2 - 2     | General Paz Juniors | 24 de Marzo |
| Juventud Unida Universitario    | 1 - 0     | Luján de Cuyo       | 24 de Marzo |
| Huracán (San Rafael)            | 2 - 1     | CAI                 | 24 de Marzo |
| Libre: Estudiantes (Río Cuarto) |           |                     |             |

### Grupo B
| Equipo              | Pts | PJ | PG | PE | PP | GF | GC | Dif |
| ------------------- | --- | -- | -- | -- | -- | -- | -- | --- |
| Ñuñorco             | 35  | 18 | 10 | 5  | 3  | 40 | 22 | 18  |
| 13 de Junio         | 32  | 18 | 8  | 8  | 2  | 28 | 19 | 9   |
| Ben Hur             | 30  | 18 | 9  | 3  | 6  | 32 | 22 | 10  |
| Tiro Federal (R)    | 30  | 18 | 8  | 6  | 4  | 34 | 26 | 8   |
| Douglas Haig        | 28  | 18 | 8  | 4  | 6  | 31 | 18 | 13  |
| 9 de Julio          | 28  | 18 | 9  | 1  | 8  | 27 | 34 | -7  |
| Gimnasia y Tiro (S) | 26  | 18 | 7  | 5  | 6  | 21 | 21 | 0   |
| San Martín          | 23  | 18 | 6  | 5  | 7  | 22 | 23 | -1  |
| Patronato           | 9   | 18 | 2  | 3  | 13 | 25 | 44 | -19 |
| Huracán Corrientes  | 7   | 18 | 1  | 4  | 13 | 18 | 49 | -31 |

| Clasificado para la próxima fase |
| Jugó por la Permanencia          |
| Descendió al Torneo Argentino B  |

### Resultados
| Fecha 1                | Fecha 1   | Fecha 1                 | Fecha 1         |
| Local                  | Resultado | Visitante               | Fecha           |
| ---------------------- | --------- | ----------------------- | --------------- |
| Tiro Federal (Rosario) | 0 - 2     | 13 de Junio             | 11 de Noviembre |
| Ben Hur                | 3 - 0     | Patronato               | 11 de Noviembre |
| Ñuñorco                | 4 - 1     | San Martín (Tucumán)    | 11 de Noviembre |
| Huracán Corrientes     | 1 - 2     | 9 de Julio              | 11 de Noviembre |
| Douglas Haig           | 2 - 0     | Gimnasia y Tiro (Salta) | 11 de Noviembre |

| Fecha 2                 | Fecha 2   | Fecha 2                | Fecha 2         |
| Local                   | Resultado | Visitante              | Fecha           |
| ----------------------- | --------- | ---------------------- | --------------- |
| Douglas Haig            | 1 - 1     | Tiro Federal (Rosario) | 18 de Noviembre |
| Gimnasia y Tiro (Salta) | 5 - 3     | Huracán Corrientes     | 18 de Noviembre |
| 9 de Julio              | 1 - 3     | Ñuñorco                | 18 de Noviembre |
| San Martín (Tucumán)    | 2 - 0     | Ben Hur                | 18 de Noviembre |
| Patronato               | 0 - 1     | 13 de Junio            | 18 de Noviembre |

| Fecha 3                | Fecha 3   | Fecha 3                 | Fecha 3         |
| Local                  | Resultado | Visitante               | Fecha           |
| ---------------------- | --------- | ----------------------- | --------------- |
| Tiro Federal (Rosario) | 5 - 4     | Patronato               | 25 de Noviembre |
| 13 de Junio            | 4 - 0     | San Martín (Tucumán)    | 25 de Noviembre |
| Ben Hur                | 3 - 1     | 9 de Julio              | 25 de Noviembre |
| Ñuñorco                | 1 - 0     | Gimnasia y Tiro (Salta) | 25 de Noviembre |
| Huracán Corrientes     | 3 - 2     | Douglas Haig            | 25 de Noviembre |

| Fecha 4                 | Fecha 4   | Fecha 4                | Fecha 4        |
| Local                   | Resultado | Visitante              | Fecha          |
| ----------------------- | --------- | ---------------------- | -------------- |
| Huracán Corrientes      | 1 - 1     | Tiro Federal (Rosario) | 2 de Diciembre |
| Douglas Haig            | 3 - 0     | Ñuñorco                | 2 de Diciembre |
| Gimnasia y Tiro (Salta) | 1 - 2     | Ben Hur                | 2 de Diciembre |
| 9 de Julio              | 3 - 2     | 13 de Junio            | 2 de Diciembre |
| San Martín (Tucumán)    | 2 - 0     | Patronato              | 2 de Diciembre |

| Fecha 5                | Fecha 5   | Fecha 5                 | Fecha 5        |
| Local                  | Resultado | Visitante               | Fecha          |
| ---------------------- | --------- | ----------------------- | -------------- |
| Tiro Federal (Rosario) | 2 - 2     | 9 de Julio              | 9 de Diciembre |
| Patronato              | 1 - 2     | 9 de Julio              | 9 de Diciembre |
| 13 de Junio            | 1 - 1     | Gimnasia y Tiro (Salta) | 9 de Diciembre |
| Ben Hur                | 0 - 0     | Douglas Haig            | 9 de Diciembre |
| Ñuñorco                | 5 - 1     | Huracán Corrientes      | 9 de Diciembre |

| Fecha 6                | Fecha 6   | Fecha 6                 | Fecha 6    |
| Local                  | Resultado | Visitante               | Fecha      |
| ---------------------- | --------- | ----------------------- | ---------- |
| Tiro Federal (Rosario) | 2 - 1     | 9 de Julio              | 6 de Enero |
| San Martín (Tucumán)   | 0 - 1     | Gimnasia y Tiro (Salta) | 6 de Enero |
| Patronato              | 1 - 3     | Douglas Haig            | 6 de Enero |
| 13 de Junio            | 2 - 0     | Huracán Corrientes      | 6 de Enero |
| Ben Hur                | 1 - 2     | Ñuñorco                 | 6 de Enero |

| Fecha 7                | Fecha 7   | Fecha 7                 | Fecha 7    |
| Local                  | Resultado | Visitante               | Fecha      |
| ---------------------- | --------- | ----------------------- | ---------- |
| Tiro Federal (Rosario) | 2 - 1     | 9 de Julio              | 6 de Enero |
| San Martín (Tucumán)   | 0 - 1     | Gimnasia y Tiro (Salta) | 6 de Enero |
| Patronato              | 1 - 3     | Douglas Haig            | 6 de Enero |
| 13 de Junio            | 2 - 0     | Huracán Corrientes      | 6 de Enero |
| Ben Hur                | 1 - 2     | Ñuñorco                 | 6 de Enero |

| Fecha 8                 | Fecha 8   | Fecha 8                | Fecha 8     |
| Local                   | Resultado | Visitante              | Fecha       |
| ----------------------- | --------- | ---------------------- | ----------- |
| Ben Hur                 | 2 - 0     | Tiro Federal (Rosario) | 13 de Enero |
| Ñuñorco                 | 1 - 1     | 13 de Junio            | 13 de Enero |
| Huracán Corrientes      | 1 - 1     | Patronato              | 13 de Enero |
| Douglas Haig            | 2 - 1     | San Martín (Tucumán)   | 13 de Enero |
| Gimnasia y Tiro (Salta) | 1 - 0     | 9 de Julio             | 13 de Enero |

| Fecha 9                | Fecha 9   | Fecha 9                 | Fecha 9     |
| Local                  | Resultado | Visitante               | Fecha       |
| ---------------------- | --------- | ----------------------- | ----------- |
| Tiro Federal (Rosario) | 1 - 1     | Gimnasia y Tiro (Salta) | 20 de Enero |
| 9 de Julio             | 2 - 1     | Douglas Haig            | 20 de Enero |
| San Martín (Tucumán)   | 5 - 0     | Huracán Corrientes      | 20 de Enero |
| Patronato              | 2 - 2     | Ñuñorco                 | 20 de Enero |
| 13 de Junio            | 0 - 0     | Ben Hur                 | 20 de Enero |

| Fecha 10                | Fecha 10  | Fecha 10               | Fecha 10    |
| Local                   | Resultado | Visitante              | Fecha       |
| ----------------------- | --------- | ---------------------- | ----------- |
| 13 de Junio             | 2 - 2     | Tiro Federal (Rosario) | 27 de Enero |
| Patronato               | 1 - 2     | Ben Hur                | 27 de Enero |
| San Martín (Tucumán)    | 0 - 0     | Ñuñorco                | 27 de Enero |
| 9 de Julio              | 3 - 0     | Huracán Corrientes     | 27 de Enero |
| Gimnasia y Tiro (Salta) | 1 - 0     | Douglas Haig           | 27 de Enero |

| Fecha 11               | Fecha 11  | Fecha 11                | Fecha 11     |
| Local                  | Resultado | Visitante               | Fecha        |
| ---------------------- | --------- | ----------------------- | ------------ |
| Tiro Federal (Rosario) | 1 - 0     | Douglas Haig            | 3 de Febrero |
| Huracán Corrientes     | 1 - 1     | Gimnasia y Tiro (Salta) | 3 de Febrero |
| Ñuñorco                | 5 - 0     | 9 de Julio              | 3 de Febrero |
| Ben Hur                | 2 - 1     | San Martín (Tucumán)    | 3 de Febrero |
| 13 de Junio            | 3 - 1     | Patronato               | 3 de Febrero |

| Fecha 12                | Fecha 12  | Fecha 12               | Fecha 12      |
| Local                   | Resultado | Visitante              | Fecha         |
| ----------------------- | --------- | ---------------------- | ------------- |
| Patronato               | 1 - 3     | Tiro Federal (Rosario) | 10 de Febrero |
| San Martín (Tucumán)    | 0 - 0     | 13 de Junio            | 10 de Febrero |
| 9 de Julio              | 2 - 1     | Ben Hur                | 10 de Febrero |
| Gimnasia y Tiro (Salta) | 0 - 0     | Ñuñorco                | 10 de Febrero |
| Douglas Haig            | 1 - 0     | Huracán Corrientes     | 10 de Febrero |

## Fase Final
| Equipo              | Pts | PJ | PG | PE | PP | GF | GC | Dif |
| ------------------- | --- | -- | -- | -- | -- | -- | -- | --- |
| CAI                 | 20  | 10 | 6  | 2  | 2  | 17 | 11 | 6   |
| Ñuñorco             | 14  | 10 | 4  | 2  | 4  | 17 | 17 | 0   |
| Ben Hur             | 12  | 10 | 2  | 6  | 2  | 16 | 14 | 2   |
| Estudiantes (RC)    | 12  | 10 | 3  | 3  | 4  | 15 | 17 | -2  |
| Juventud Unida (SL) | 11  | 10 | 3  | 2  | 5  | 17 | 20 | -3  |
| 13 de Junio         | 11  | 10 | 2  | 5  | 3  | 16 | 19 | -3  |

| Campeón. Asciende a Primera B Nacional |

|                                                        |
|                                                        |
| Campeón Comisión de Actividades Infantiles 1.er título |

## Permanencia
| Aldosivi                            | 2 - 0 | Gimnasia y Tiro | 5 de mayo de 2002 |
| Aldosivi conserva la categoría.     |       |                 |                   |
| Gimnasia y Tiro juega la promoción. |       |                 |                   |

| Cipolletti                                      | 3 - 2 | San Martín (T) | 5 de mayo de 2002 |
| Cipolletti juega la promoción.                  |       |                |                   |
| San Martín (T) desciende al Torneo Argentino B. |       |                |                   |

### Promociones Torneo Argentino A – Torneo Argentino B
| Bella Vista                       | 2 - 1       | Cipolletti  | 19 de mayo de 2002 |
| Cipolletti                        | 2(5) - 1(4) | Bella Vista | 2 de junio de 2002 |
| Cipolletti conserva la categoría. |             |             |                    |

| Atlético San Cristóbal                                      | 2 - 1 | Gimnasia y Tiro        | 16 de junio de 2002 |
| Gimnasia y Tiro                                             | 3 - 1 | Atlético San Cristóbal | 23 de junio de 2002 |
| Gimnasia y Tiro conserva la categoría con un global de 4-3. |       |                        |                     |